# Epopterus partitus
Epopterus partitus är en skalbaggsart som beskrevs av Gerstaecker 1858. Epopterus partitus ingår i släktet Epopterus och familjen svampbaggar.

## Underarter
Arten delas in i följande underarter:
- E. p. partitus
- E. p. maculosus